# Підляське воєводство (1816—1837)
52°09′54″ пн. ш. 22°16′52″ сх. д. / 52.1651° пн. ш. 22.2811° сх. д.
Підляське воєводство (пол. województwo podlaskie) — адміністративно-територіальна одиниця Королівства Польського у складі Російської імперії у 1816—1837 роках. Адміністративним центром був Сідлець.

## Положення
Воєводство обіймало площу 252 милі². Лежало на південній частині історичного Підляшшя. Зі заходу по Віслі межувало з Мазовецьким і Сандомирським воєводствомами, на півночі — з Плоцьким воєводством, на півдні — з Люблінським воєводством, на сході по Бугу — з Білостоцькою областю, Гродненською та Волинської губерніями.

## Історія
Воєводство утворене згідно з розпорядженням намісника Королівства Польського Юзефа Зайончека від 16 січня 1816 року. Станом на 1825 рік, від Підляського воєводства участь у Сеймі Королівства Польського брало 9 послів і 4 депутатів. У 1837 році Підляське воєводство перетворене на Підляську губернію.

## Адміністративний устрій

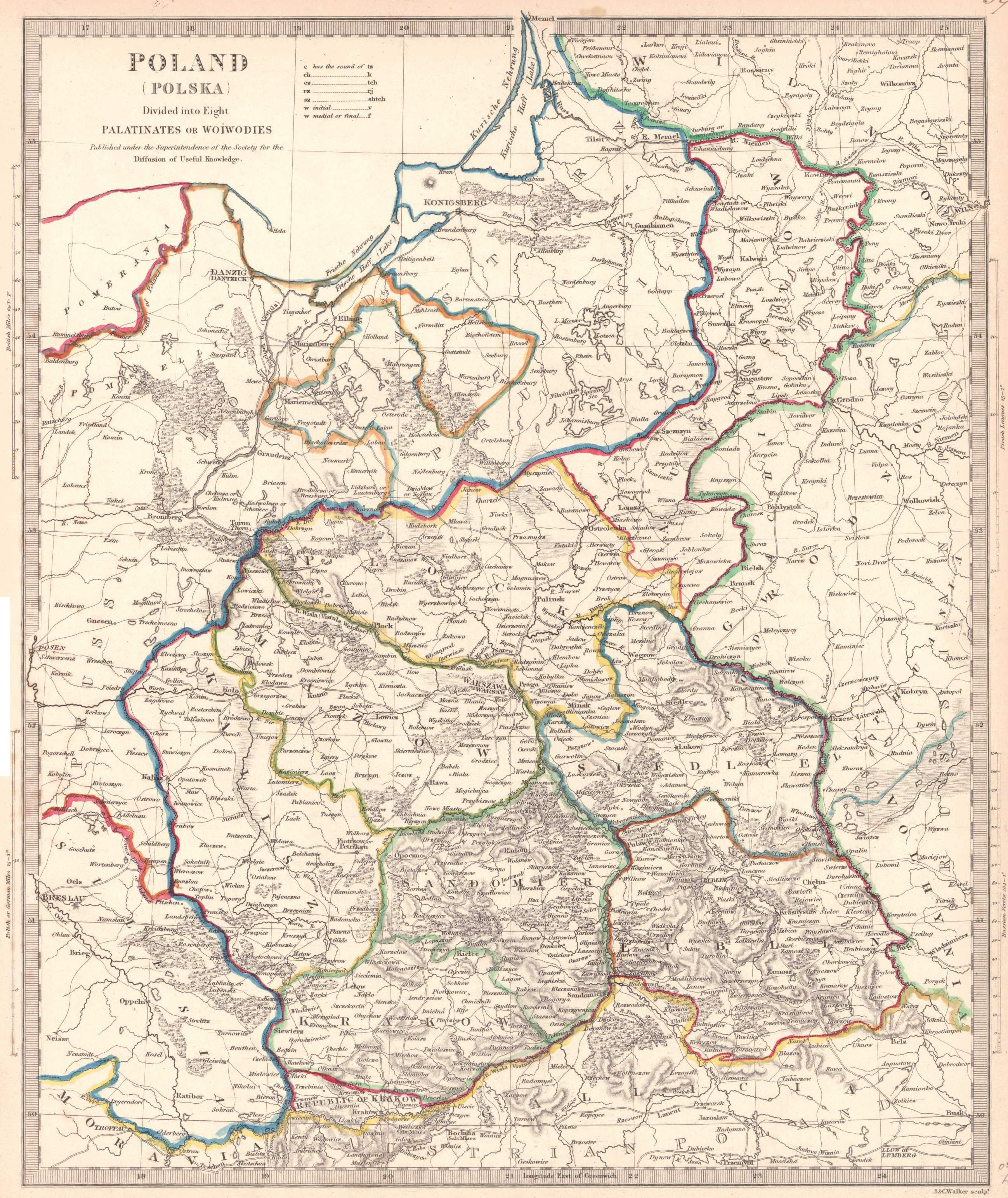
Мапа Королівства Польського, 1831

Адміністративним центром було місто Сідлець. Воєводство складалося з 4 областей, які ділилися на 9 повітів:
- Сідлецька область
  - Сідлецький повіт
  - Луківський повіт
  - Венгрівський повіт
- Більська область
  - Більський повіт
  - Лосицький повіт
- Радинська область
  - Радинський повіт
  - Володавський повіт
- Луківська область
  - Гавролінський повіт
  - Зелеховський повіт

## Населення
У селах у Більському та Володавському повітах понад Бугом проживало українське населення греко-католицького віросповідання.
На 1826 рік у воєводстві проживало 341 559 осіб, з них у Сідлецькій області — 76 861 особа, у Більській — 83 089, у Радинській — 95 872, у Луківській — 85 537. За іншими даними у 1826 році чисельність населення становила 347 360 осіб, міст було 45, сіл і селищ 1678, димів 50 422. Станом на 1826 рік у воєводстві налічувалося 120 парафіяльних греко-католицьких церков і 115 парафіяльних римо-католицьких костелів (11 деканатів), за областями:
| Область           | Церков | Костелів |
| ----------------- | ------ | -------- |
| Сідлецька область | 14     | 31       |
| Більська область  | 44     | 25       |
| Радинська область | 62     | 18       |
| Луківська область | -      | 39       |

## Господарство
Станом на 1827 рік у воєводстві налічувалося 18 158 волок орної землі, 3449 волок під луками, 19 010 під лісами, 3034 волок під городами, 4480 волок під забудовою і дорогами, 34 627 волок під пасовиськами, водоймами, болотами.